# Delele
Il delele o derere è un piatto molto diffuso in Africa meridionale, specialmente tra Zimbabwe, Zambia e Mozambico. Il nome deriva per sineddoche da una pianta, il gombo (nome comune dell'Abelmoschus esculentus), i cui frutti (chiamati ocra) costituiscono l'alimento principale del delele. Questo piatto viene spesso accompagnato da sadza o da nshima (nome dell'ugali in alcune regioni dell'Africa sud-orientale). I frutti del gombo possono essere essiccati prima della cottura, ma gli ocra spono più spesso cotti in acqua e accompagnati da pomodori a fette. Ciò che conferisce al preparato la sua caratteristica consistenza densa e appiccicosa è l'aggiunta del bicarbonato di sodio.
Il delele è consumato come piatto principale all'interno di un pasto; ha un buon valore nutrizionale, essendo ricco di vitamina C.
Inoltre, le foglie di gombo contengono una quantità significativa di collagene, proteina necessaria per la composizione strutturale del corpo umano, in particolare per il mantenimento e la cicatrizzazione dei tessuti.

## Preparazione
L'alimento principale del delele è rappresentato dal gombo, le cui foglie e i cui frutti finiscono mescolati a farina di frumento, uova, cipolle, aromi (sale, peperone selvatico, paprika, aglio e cipolla in polvere, pepe di Caienna); il tutto può essere amalgamato con dell'olio.